# جبال الساحل السوري
35°15′N 36°06′E / 35.250°N 36.100°E

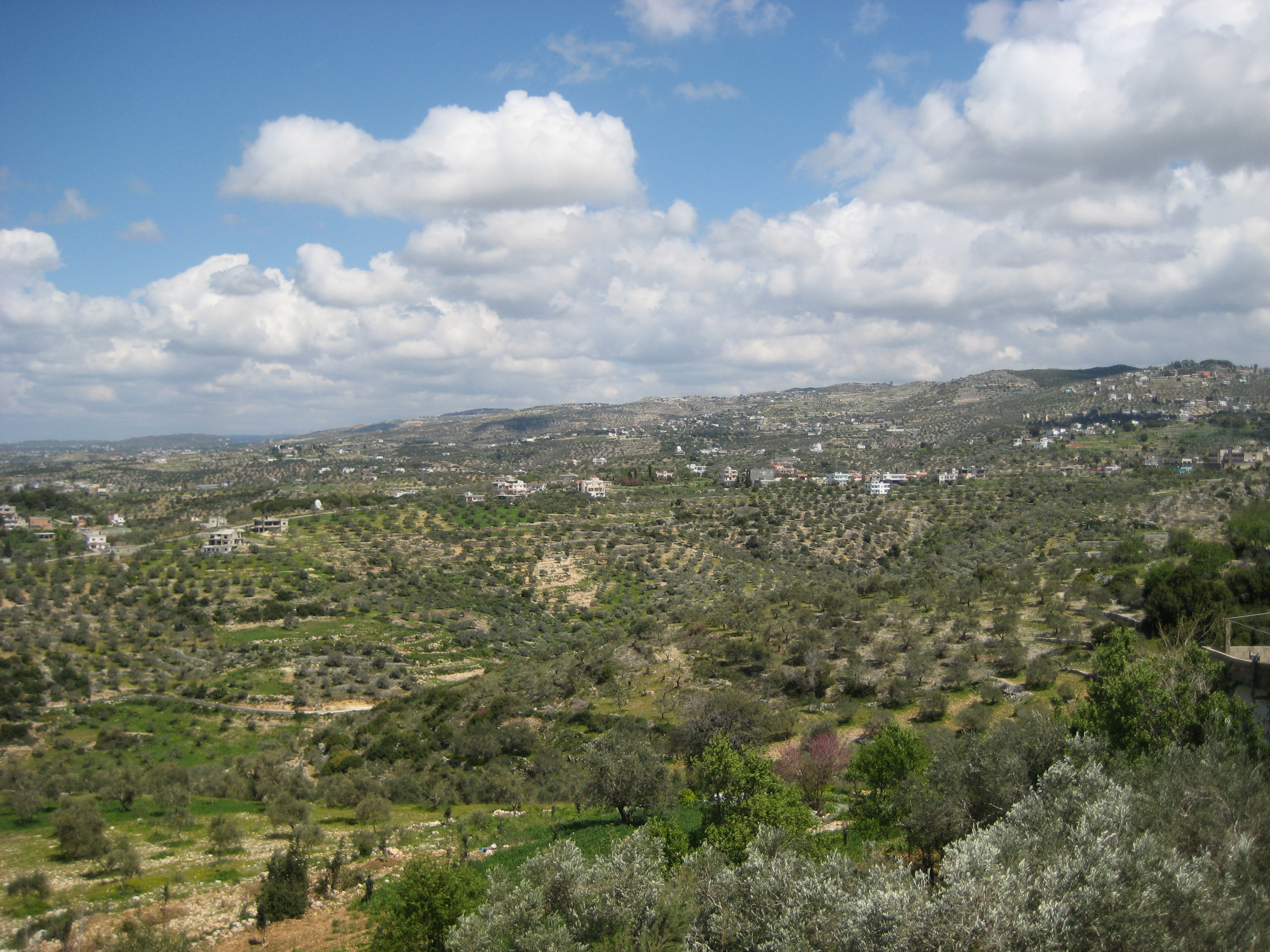
منظر مأخوذ من العنازة يظهر تدرج ارتفاع جبال الساحل السوري.

جبال الساحل السوري أو جبال بارجيليوس أو جبال العلويين  هي سلسلة من الجبال الخضراء في سوريا والمغطاة بالأحراج وغابات السنديان ومدرجات الزيتون والتفاحيات والممتدة على محاذاة الشاطئ السوري من رأس البسيط شمالًا حتى النهر الكبير الجنوبي جنوبًا.

## التاريخ
سكن الإنسان هذه المنطقة منذ أقدم العقود، ولا تزال الآثار في العديد من مناطقها شاهدا حيا على عراقة هذه المنطقة في سوريا وحضورها وتميزها منذ أقدم العصور، لا يزال الكثير من معالمها الطبيعية وثرواتها التاريخية بكرا، مع الأخذ بعين الاعتبار ان الحفريات الناتجة عن التوسع العمراني فيها تعطي كل يوم شيئا جديدا عن تاريخ المنطقة وتعاقب الحضارات المختلفة فيها منذ أقدم العصور، فقد سكنها الفينيقيون قبل آلاف السنيين واستخدموا خشب غاباتها لصناعة سفنهم التي حملت حضارتهم إلى العالم القديم.

## مواصفات

قمم جبال الشعرة والضباب يتسلق في الوديان وفي الأفق البعيد يبدو الجبل الأقرع والصورة من أعلى قمة في بيت ياشوط.

تمتد جبال الساحل السوري والتي يطلق عليها سلسلة جبال العلويين على مسافة 170 كم وبعرض يتراوح بين 25-30 كم تغطيها الخضرة والغابات الرائعة الغابات السورية، تتناثر على ذراها وهضابها قرى السياحة والاصطياف الجميلة ذات الهواء المنعش والمناظر الخلابة الساحرة، إضافة إلى العديد من الأماكن التاريخية والقلاع القديمة الشهيرة التي تشهد على إستراتيجية موقعها أهميتها وعراقتها عبر العصور، تنحدر جبالها وتلالها وسفوحها التي تغطيها الغابات نحو البحر وتنخفض كلما اقتربنا منه حتى تكاد تلامس مياه البحر المتوسط في بعض المواقع مثل رأس البسيط وبانياس وجبلة وأم الطيور وغيرهم، ويتباين ارتفاع تلك الجبال ليتجاوز أكثر من 1500 مترا في محطة البث في صلنفة، ويصل ارتفاع أعلى قمّة في سلسلة جبال الساحل إلى 1550م في قمة النبي يونس.

## أهم المدن والقرى

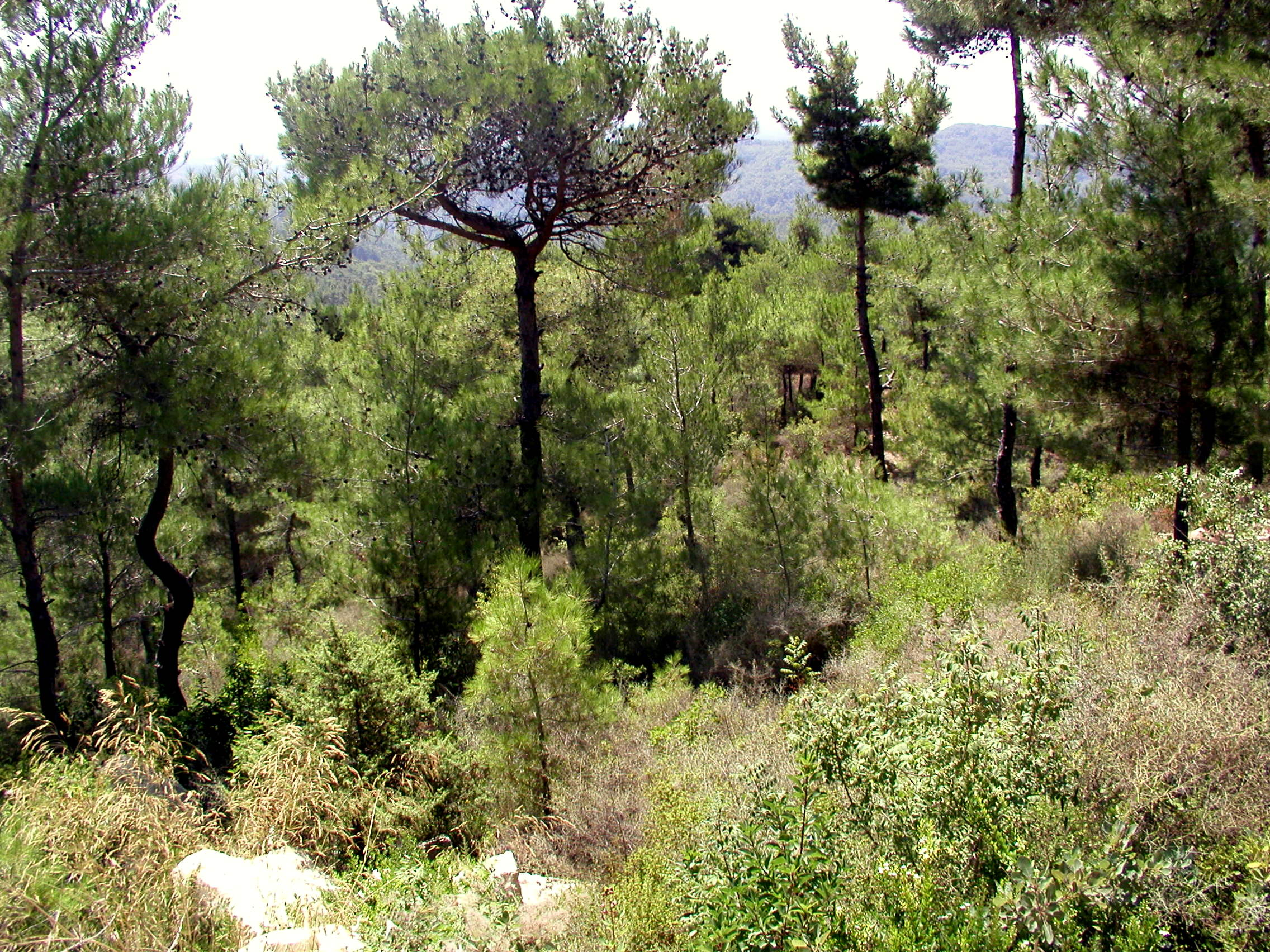
غابة صنوبر بروتي في غابات كسب.

من المُدن والبلدات القابعة على أكتاف وقمم تلك الجبال نذكر؛ القدموس، مصياف، بيت ياشوط، صافيتا، الدريكيش، الشيخ بدر، الحفة، القرداحة، كسب. وهناك أيضاً المئات من القرى والمصايف المتناثرة على تلك الجبال الرائعة نذكر منها: مشتى الحلو، صلنفة، حصين البحر، فجليت، الملاجة، بويضة السويقات، العنازة، حمام القراحلة، جيبول، سلمى، حلبكو، حريصون، قرفيص، عين الشرقية، عوينة الريحان، مزرعة حميصية ونحل العنازة.

## الحياة البرية
تمتاز هذه الجبال بغناها بالحياة الطبيعية من كل نوع اشجار حراجية غابات البحر المتوسط غطاء نباتي كثيف الغابات السورية وانتشار الحيوانات والطيور ومن الحيوانات البرية كالذئب ـ الثعلب ـ الضبع ـ الخنزير البري ـ الأرنب البري ـ السنجاب ـ الخلد ـ القنفذ، ومن الزواحف هناك الأفاعي والسحالي والسلاحف البرية، ومن الطيور المتنوعة الشحرور وأبو الحن والعصفور الدوري والغراب والباشق والنسر والبوم وغيرها من الطيور، إضافة للفراشات بأنواعها والجنادب والخنافس والنحل البري.
بالإضافة إلى ذلك تحتوي هذه الجبال على امتداد العديد من الغابات السورية المهمة مثل غابات الفرنلق وغابات بيت ياشوط وغابات صلنفة والاحراش والمحميات الكبيرة في مناطق محافظة طرطوس ومحافظة اللاذقية ومحافظات حمص وادلب وحماة والتي يتخللها الينابيع والأنهار والكهوف والمغر الطبيعية بمرتفعاتها وجبالها على امتدادها وكثافة الغابات السورية في القمم والآودية والجبال الساحلية السورية.